# Smoky (mascote olímpico)
Smoky (1931 ou 1932 - abril de 1934), ocasionalmente chamado de Smokey, foi um cão que se tornou o mascote da Vila Olímpica de Verão de 1932 e, mais tarde, do evento como um todo. Ele é frequentemente considerado o primeiro mascote olímpico.
Smoky apareceu logo no início da construção da Vila Olímpica, e algumas fontes afirmam que ele nasceu no mesmo dia em que as obras da Vila começaram, em 2 de janeiro de 1932. Ele era um pequeno cão preto de ascendência incerta, que se acredita ser uma combinação de terrier escocês, buldogue, cão pastor australiano e outras raças. Ele se tornou extremamente popular entre todas as delegações olímpicas visitantes, posando com atletas de todas as nações e recebeu um cobertor no qual foram fixadas medalhas, distintivos e insígnias de muitas nações. Durante os jogos, ele sobreviveu a algumas pernas quebradas. Smoky desapareceu por um breve período em 14 de julho, e foi alegado que "atletas notáveis de todo o mundo lamentaram sua ausência". No entanto, ele voltou no dia seguinte.
Após os jogos, Smoky foi adotado por Cynthia e Clark Smith e se tornou um animal de estimação da família. Em abril de 1934, ele foi atropelado e morto por um motorista desconhecido em alta velocidade.